# مخاط‌زیان
مخاط‌زیان (نام علمی: Myxozoa) نام یک زیرشاخه از شاخه مرجانیان است.